# Aleksandr Ragoza
Aleksandr Franțevici Ragoza (în rusă Александр Францевич Рагоза; n. 8 iunie 1858, Vitebsk, Imperiul Rus – d. 29 iunie 1919, Kiev, RSS Ucraineană) a fost unul dintre generalii Armatei Țariste Ruse din Primul Război Mondial.
A îndeplinit funcția de comandant al Armatei 4 rusă în campania acesteia din România, având gradul de general de infanterie.
Ucrainean de origine, după separarea Ucrainei de Rusia în urma Revoluției din Octombrie, a devenit ministru al apărării în tânărul stat ucrainean și s-a opus invaziei bolșevice. În 1919, însă, după ce bolșevicii au cucerit Odesa, el a fost capturat și executat de aceștia.